# Martin Chemnitz
För andra betydelser, se Martin Chemnitz (olika betydelser).
Martin Chemnitz, född den 9 november 1522 i Treuenbrietzen i Mark Brandenburg, död den 8 april 1586, var en tysk evangelisk-luthersk teolog. Han var far till juristen Martin Chemnitz och farfar till den svenske rikshistoriografen Bogislaus Philipp von Chemnitz och dennes bror, Martin Chemnitz.
Efter att ha studerat i Magdeburg och Frankfurt an der Oder kom han 1545 till Wittenberg, ägnade sig där huvudsakligen åt matematiska studier och fördes därifrån in på astrologiska spekulationer, och fick genom detta ett vidsträckt rykte och inflytelserika gynnare. Först senare, när han genomskådat astrologin, vände han sig till teologin, men då med sådan iver och grundlighet, att han blev en av sin tids främsta teologer.
Efter att ha innehaft flera olika befattningar i Königsberg vann han 1554 anställning i Braunschweig som koadjutor vid superintendenten Mörlins sida och blev 1567 dennes efterträdare - ett resultat av deras samarbete är det så kallade corpus doctrinæ prutenicum, som inom den preussiska landskyrkan vann symboliskt anseende. På sin plats i Braunschweig stannade han, trots flera lockande anbud från andra håll, ända till sin död, men hans verksamhet sträckte sig vida över dess krets. Så ledde han 1568 och följande år reformationsverkets genomförande i Braunschweig-Wolfenbüttel och var den främste pådrivaren för upprättandet av universitetet i Helmstädt (1576). Men framför allt är hans namn förknippat med det "endräktsverk", som utmynnade i Konkordieformelns uppställande (1577) och Konkordiebokens antagande såsom "bekännelsekorpus" (1580) av de flesta tyska landskyrkorna.
Under tio år ägnade han, vid Jakob Andreæs sida, under mångahanda konflikter och misstydningar, det mesta av sina krafter åt detta arbete, till vilket den mellanställning han intog mellan Melanchthons skola och de stränga lutheranerna gjorde honom särskilt ägnad. Dock framträder de melanchthonska traditionerna vida starkare i Chemnitz förarbeten än i den slutliga redaktionen. I hans rika teologiska produktion är, i likhet med de flesta av denna tids teologer, de polemiska arbetena de viktigaste. Mot "kryptocalvinismen" är hans skrift Repetitio sanæ doctrinæ de vera præsentia corporis et sanguinis Domini in cæna (1561) riktad. Därifrån fördes han helt naturligt över till de kristologiska frågorna ("ubikviteten"), där han, gentemot Johann Brenz och württembergarna, representerade en moderatare ståndpunkt (De duabus naturis in Christo et cetera, 1570).
Framför allt var han dock föregångsmannen i polemiken mot romersk-katolicismen. Mot jesuiternas angrepp på protestantismen riktade han ett motangrepp i Theologiæ jesuitarum præcipua capita 1562. Och den strid, som blossade upp om denna lilla skrift, gav anledning till hans största arbete: Examen concilii tridentini (fyra delar, 1565–1573, undersökning av kyrkomötet i Trient), på vilket han arbetade i åtta år och som är denna tids främsta polemiska verk. I positiv form framlade Chemnitz sin dogmatiska åskådning i sina Loci theologici (utgiven efter hans död, 1591), framvuxna ur föreläsningar över Melanchthons "loci", men av självständig betydelse. Chemnitz är en av de viktigaste mellanleden mellan reformationens ursprungliga åskådning och den senare lutherska ortodoxismen och förenar drag av dessa båda åskådningar.